# Hjulsjö landskommun
Hjulsjö landskommun var en tidigare kommun i Örebro län.

## Administrativ historik
Landskommunen bildades vid kommunreformen 1863 i Hjulsjö socken i Nora och Hjulsjö bergslag i Västmanland.
Vid kommunreformen 1952 uppgick den Noraskogs landskommun, som upplöstes 1965  då detta område uppgick i Nora stad men där detta område utbröts 1967 och överfördes till Hällefors köping som 1971 ombildades till Hällefors kommun.

## Politik

### Mandatfördelning i Hjulsjö landskommun 1938–1946
| 15 | 3 | 2 |

| 20 |

| 15 | 2 | 3 |

| 20 |

| 14 | 3 | 3 |

| 20 |